# Eteobalea isabellella
Eteobalea isabellella is een vlinder uit de familie prachtmotten (Cosmopterigidae). De wetenschappelijke naam is voor het eerst geldig gepubliceerd in 1836 door O. G. Costa.
De soort komt voor in Europa.